# Syncel
Syncel (synkellos) – w Kościołach wschodnich urzędnik kościelny odpowiedzialny za sprawy administracyjne. Urząd synkellosa wyprowadza się od zapoczątkowanego w połowie IV w. zwyczaju biskupów, a zwłaszcza pochodzących ze stanu zakonnego patriarchów Konstantynopola, którzy po wyborze na stolicę biskupią zabierali ze sobą kilku dawnych towarzyszy, żeby móc dalej odprawiać wspólnie ćwiczenia zakonne. Z czasem syncel stał się doradcą i spowiednikiem biskupa lub patriarchy i zyskał znaczący wpływ w lokalnym Kościele. Do zadań syncela należało także dbanie o dobrą sławę biskupa i miał być świadkiem jego życia. Ze względu na prestiż jaki towarzyszył godności syncela, zaczęto nadawać ją nie tylko rzeczywistym współtowarzyszom biskupa, a także innym duchownym. W konsekwencji godność ta utraciła swe pierwotne znaczenie i jej znaczenie zaczęło się sukcesywnie zmniejszać. 
W prawosławiu honorowy tytuł syncela lub protosyncela otrzymują duchowni reprezentujący biskupa. Godność ta nie jest jednak związana z żadną jurysdykcją. 
W katolickich Kościołach wschodnich funkcja syncela ewoluowała i upodobniła się do figury prawnej wikariusza generalnego Kościoła zachodniego. Urząd syncela dla katolickich Kościołów wschodnich został odnowiony w dokumentach soboru watykańskiego II, a kompleksowy kształt prawny urzędów protosyncela i syncela nakreślił Kodeks kanonów Kościołów wschodnich z 1990.

## Nazwa
Termin synkellos (σύγκελλος) pochodzi od greckiego σύγ i κέλλιον (kellion, pochodzącego od łacińskiego cella – izdebka) i oznaczał zamieszkującego we wspólnej celi. W łacinie przyjął się jako syncellus, jako złożenie greckiego przedrostka i łacińskiego słowa cella, oznaczającego celę zakonną.

## Historia urzędu
Urząd synkellosa wyprowadza się od zapoczątkowanego w połowie IV w. zwyczaju biskupów, a zwłaszcza pochodzących ze stanu zakonnego patriarchów Konstantynopola, którzy po wyborze na stolicę biskupią zabierali ze sobą kilku dawnych towarzyszy, żeby móc dalej odprawiać wspólnie ćwiczenia zakonne. Z czasem synkellos stał się doradcą i spowiednikiem biskupa lub patriarchy. Z czasem zyskał znaczący wpływ w lokalnym Kościele. Z upływem czasu syncele uzyskali prawo uczestniczenia w synodach. Synkellos patriarchy Konstantynopola był w VII wieku odpowiedzialny ogólnie za administrację patriarchatu. Do zadań syncela należało także dbanie o dobrą sławę biskupa i miał być świadkiem jego życia.
Około X wieku zaczął być traktowany jako następca patriarchy, choć następstwo nie było regułą. Ze względu na jego bliskość z patriarchą, o dobre stosunki z synkellosem zabiegały najbardziej wpływowe osoby w państwie, łącznie z cesarzem, chcąc mieć wpływ na patriarchę. Zdarzały się też przypadki wygrywania synkellosa przeciw patriarsze. Atanazy, synkellos patriarchy Germana I, szpiegował swego przełożonego z polecenia cesarza. Cesarz Konstantyn VI z kolei, chcąc odciąć wpływ osób postronnych na patriarchę Tarazjusza, postawił u jego drzwi synkellosów, którzy nie pozwalali wchodzić do patriarchy nikomu obcemu. O znaczeniu urzędu świadczyć może fakt, że o godność tę ubiegali się nawet synowie cesarscy. Pod koniec XI wieku miejsce najważniejszej osoby przy patriarsze przejął chartofylaks. Z czasem tytuł synkellosa zaczął być nadawany większej liczbie osób znajdujących się przy biskupie, a najważniejszego spośród nich zaczęto nazywać protosynkellosem (protosyncelem), czyli pierwszym syncelem. Łacińskim odpowiednikiem synkellosa był cubicularius.
Ze względu na prestiż, jaki towarzyszył godności syncela, zaczęto nadawać ją nie tylko rzeczywistym współtowarzyszom biskupa, a także innym duchownym. W konsekwencji godność ta utraciła swe pierwotne znaczenie i jej znaczenie zaczęło się sukcesywnie zmniejszać. W prawosławiu honorowy tytuł syncela lub protosyncela otrzymują duchowni reprezentujący biskupa. Godność ta nie jest jednak związana z żadną jurysdykcją. W katolickich Kościołach wschodnich funkcja syncela ewoluowała i upodobniła się do figury prawnej wikariusza generalnego Kościoła zachodniego. Jako faktyczna funkcja pozostała jedynie w Kościele Greckim.
Aż do XVII w. urząd syncela nie funkcjonował w wywodzącym się z tradycji bizantyjskiej Kościele Ukraińskim, natomiast funkcjonowała w nim funkcja administracyjna jeparchialnyj namisnyk (єпархіальний намісник), czyli namiestnik eparchialny. Funkcję tę pełnił duchowny wybierany spośród duchowieństwa wyższego rangą, czyli spośród ihumenów lub archimandrytów, a z czasem urząd był powierzany także świeckim. Namiestnik w razie potrzeby zastępował biskupa, na co dzień pełnił w imieniu biskupa funkcję zwierzchnika administracyjnego w eparchii. Jego władza nie ustawała także w czasie wakatu na stolicy biskupiej. Urząd syncela ustanowił w Kościele Ukraińskim końcu XVII w. biskup przemyski Innocenty Winnicki (jeszcze jako biskup prawosławny). Zorganizował w swojej eparchii kryłos, który był wzorowany na kapitułach Kościoła łacińskiego. Kryłos ten składał się z sześciu oficjałów, którym przewodził syncel. Do obowiązków syncela należał także nadzór nad dziekanami i kapłanami eparchii i zarządzanie dobrami kościelnymi.

## Kodyfikacje w XIX i XX w.
Na obecny kształt prawny urzędu syncela miał wpływ Kodeks prawa kanonicznego z 1917. Z kolei motu proprio Piusa XII Cleri sanctitati z 2 czerwca 1957, które dotyczyło regulacji wschodniego prawa obrządkowego i osobowego, powstało na bazie regulacji dotyczących funkcji wikariusza generalnego w Kościele łacińskim. Dokument ten powtarzał z niewielkimi adaptacjami przepisy Kodeks prawa kanonicznego z 1917 i używał w terminu syncel do określenia urzędu przeniesionego z Kościoła zachodniego.

### Motu proprioPiusa XIICleri sanctitati
Cleri sanctitati przywoływał szereg historycznych regulacji. W tym postanowień synodu zamojskiego z 1720, dotyczących ustanawiania w poszczególnych diecezjach urzędnika posiadającego prerogatywy władzy wykonawczej (i miał czuwać nad obyczajami i dyscypliną życia), a także władzy sądowniczej, z uprawnieniami zarówno do prowadzenia procesów, jak i karania. Urzędnik taki był określany jako oficjał. Przywoływany także był synod Kościoła bizantyjsko-rumuńskiego z 1872, którego statuty zawierają regulacje dotyczące pomocnika biskupa określanego jako wikariusz generalny biskupa (vicarius generalis episcopi). Motu proprio Piusa XII przywoływało także uchwały synodu Kościoła syryjskiego z 1888, w których omawiano dwa typy urzędów charakterystycznych dla Kościołów tradycji antiocheńskiej: periodeuta (usytuowany ponad całym prezbiterium jako prokurator i delegat biskupa) i chorepiskopa (biskupa wiejskiego powoływanego do sprawowania zarządu nad poszczególnymi miastami w danej diecezji, w tym nad periodeutami, świeckimi i duchownymi tego obszaru). Biskup wiejski miał zadania i role podobne do pierwotnego urzędu syncela. Dokumenty synodu Kościoła koptyjskiego z 1898 opisywały funkcję wikariusza generalnego, który posiadał jurysdykcję biskupią (z wyjątkiem spraw, które wymagały specjalnego mandatu), z wyjaśnieniem, że biskup diecezjalny i ów wikariusz generalny „są jedną osobą i jednym trybunałem”, a więc nie istniała możliwość odwołania do biskupa od decyzji wikariusza. Przy projektowaniu kodyfikacji analizowane były także dokumenty synodu Kościoła ormiańskiego z 1911 precyzowały zakres władzy wikariusza generalnego, który w całej diecezji posiadał jurysdykcję ogólną, oprócz spraw zastrzeżonych.

### Sobór watykański II
Kolejny etap kształtowania przypada na okres soboru watykańskiego II. Działająca na mocy motu proprio Jana XXIII Superno Dei nutu z 5 czerwca 1960 Biskupia Komisja Przygotowawcza Commisio de Episcopis et de Dioecesium regimine przygotowała 5 schematów odnoszących się do Kościołów partykularnych oraz władzy biskupów. Schematy te zostały połączone w jeden – De Episcopis ac de Dioecesium regimine. 21 października 1964 został wydany Dekret o Kościołach Wschodnich Katolickich Orientalium Ecclesiarum, a 28 października 1965 Dekret o pasterskich zadaniach biskupów w Kościele Christus Dominus, który wprowadził do ustroju Kościołów partykularnych urząd wikariusza biskupiego.

### Kodeks kanonów Kościołów wschodnich
Promulgowany w 1990 przez papieża Jana Pawła II Kodeks kanonów Kościołów wschodnich zawiera już kompleksowy kształt prawny urzędów protosyncela i syncela. Kodeks przewiduje, że urząd protosyncela powinien być ustanowiony w każdej eparchii, a jeżeli zachodzi potrzeba to biskup eparchialny może także powołać syncelów, przy czym z mocy samego prawa syncel ma taką samą władzę, jak protosyncel.
Dla danego regionu duszpasterskiego złożonego z kilku okręgów można ustanowić odrębnego syncela, a gdy przemawiają za tym stosowne racje, to urząd syncela może być ustanowiony dla konkretnego miasta. Biskup eparchialny może powołać syncela z przeznaczeniem do opieki nad konkretnym rodzajem zajęć duszpasterskich (np. dzieł miłosierdzia, katechizacji, liturgii czy stowarzyszeń.